# Savoryella curvispora
Savoryella curvispora är en svampart som beskrevs av W.H. Ho, K.D. Hyde & Hodgkiss 1997. Enligt Catalogue of Life ingår Savoryella curvispora i släktet Savoryella, klassen Sordariomycetes, divisionen sporsäcksvampar och riket svampar, men enligt Dyntaxa är tillhörigheten istället släktet Savoryella, ordningen Sordariales, klassen Sordariomycetes, divisionen sporsäcksvampar och riket svampar. Arten är reproducerande i Sverige. Inga underarter finns listade i Catalogue of Life.